# Liturgia św. Jana Chryzostoma

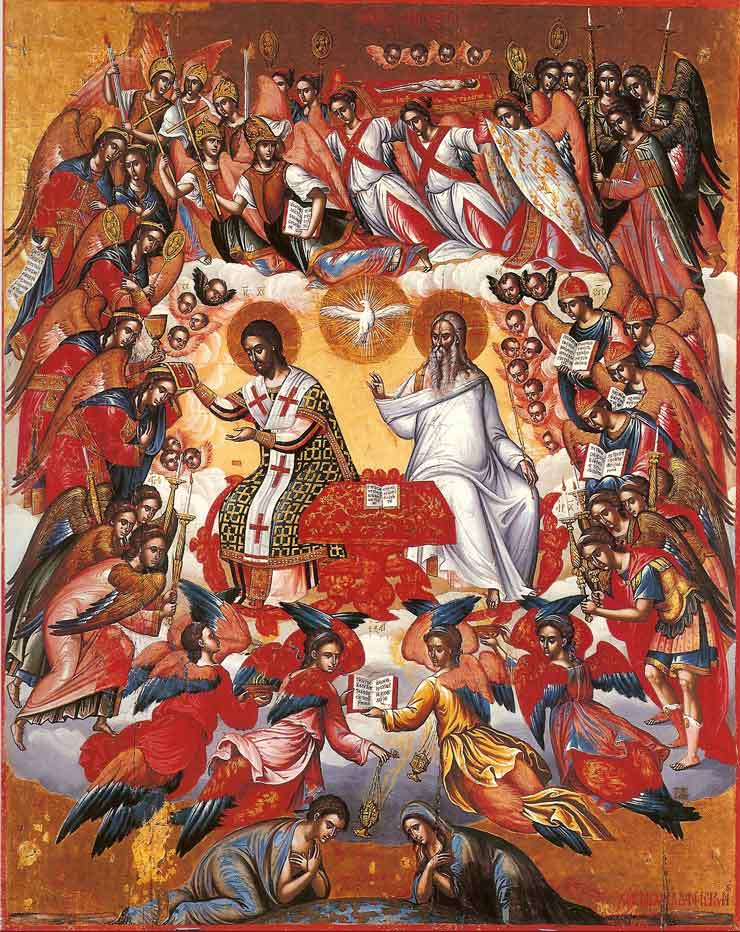
Niebieska liturgia – ikona Michała Damaskinosa

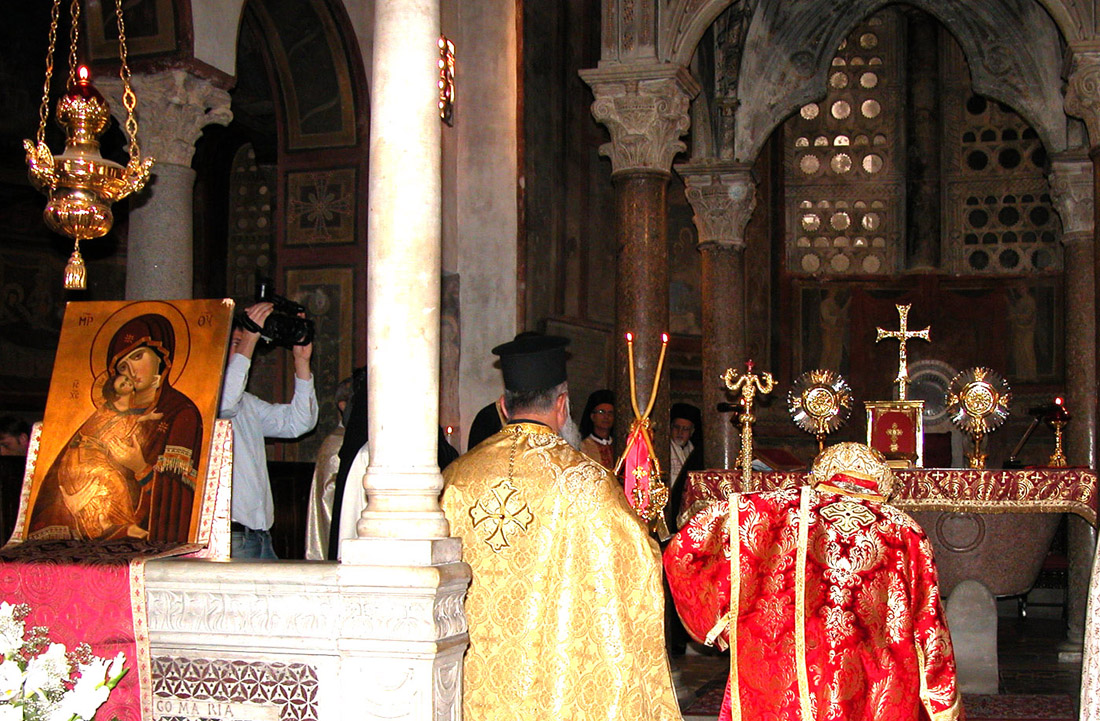
Współczesna Liturgia Świętego Jana Złotoustego

Boska Liturgia Świętego Jana Chryzostoma (Złotoustego) – jedna z wersji tekstu Boskiej Liturgii (Eucharystii) w obrządku bizantyjskim.

## Miejsce i czas powstania Liturgii św. Jana Chryzostoma
Uczeni są zgodni, że Liturgia należy do rodziny liturgicznej typu syryjskiego. Autorstwo świętego Jana Chryzostoma jest raczej trudne do udowodnienia. Liturgia najprawdopodobniej otrzymała imię św. Jana ze względu na jego autorytet i związki patriarchów stolicy Bizancjum z kościołem Syrii. Od czasu Soboru konstantynopolitańskiego I (381) – który wśród katedr chrześcijańskich nadał Konstantynopolowi drugie po Rzymie miejsce – została wykorzystana jako narzędzie hellenizacji w obrębie cesarstwa Bizantyjskiego, wypierając wpływy poza-greckich liturgii lokalnych, np. Liturgii św. Jakuba w Jerozolimie lub św. Marka w Aleksandrii. Do VIII wieku, poza świadectwem przypisywanym Proklusowi (zm. 446) (Logos peri paradoseos tēs theiaa leiturgias), nie ma żadnych na to świadectw. Najstarszy kodeks, Kodeks Barberini, z imieniem autora jako Jana na początku dwóch modlitw (katechumenów i ofiarowania), pochodzi właśnie z VIII lub IX w. A Sobór Trullański (680-681), kanon 32, wręcz temu przeczy, nie wymieniając Jana jako autora Liturgii. Niektórzy, powołując się na wątpliwe świadectwo przypisywane Proklusowi, broniąc autorstwa Jana uważają, że Liturgia jest skróconą przez niego wersją Liturgii św. Bazylego (luźno opartą na Liturgii św. Jakuba). Ze stolicy wschodniego Cesarstwa Liturgia św. Jana Chryzostoma rozpowszechniła się na cały Wschód jako forma do dziś praktykowanej liturgii bizantyjskiej – prawosławnej i unickiej.

## Tematyka podejmowana w anaforze Liturgii św. Jana Chryzostoma
Tak, jak we wszystkich wschodnich rytach, anafora Liturgii św. Jana Chryzostoma podejmuje wątek „chwały Bożej”, podkreślając transcendencję Boga, Jego wielkość i świętość. Wątek ten ma korzenie biblijne; szczególnie silnie podejmowano go w Izraelu po niewoli babilońskiej. Kolejnym, istotnym tematem, jest stworzenie człowieka na obraz i podobieństwo Boże, i związana z tym wydarzeniem Boża miłość do człowieka (filantropia).

## Schemat celebracji Liturgii św. Jana Chryzostoma

### Proskomidia (gr. Prothesis)[4]
- Przygotowanie duchownych
  - Tzw. „zwyczajny początek” („Błogosławiony Bóg nasz w każdym czasie...”)
  - Tropariony pokutne
  - Modlitwy przed ikonami
  - Wkładanie szat przez diakona i kapłana
  - Obmycie rąk
- Przygotowanie darów
  - Tzw. „modlitwa wstępna” przy proskomidionie, w j. cerkiewno-słowiańskim żertwiennik („stół ofiarny”)
  - Przygotowanie chleba i wina
  - Wspomnienia i wycinanie cząstek z chleba dla świętych, żywych, umarłych oraz do komunii kapłana i wiernych
  - Błogosławienie kadzidła i nakrywanie darów gwiazdą, pokrowcami i dużym welonem
  - Okadzanie darów i modlitwa nad darami
  - Rozesłanie (tzw. „odpust”) – oddzielające proskomidię od reszty Boskiej Liturgii
  - Ponowne okadzenie darów

### Liturgia katechumenów[5]
- Czytanie i wyjaśnianie Pisma
  - Uroczyste kadzenie
  - Modlitwy wstępne i dialog celebransa z diakonem („Czas sprawować liturgię Panu...”)
  - Doksologia („Błogosławione Królestwo...”)
  - Śpiewy ze Starego Testamentu, przeplatane ekteniami diakona i modlitwami kapłana
  - Małe Wejście (z Księgą Ewangelii)
  - Trisagion
  - Ceremonia tronu (modlitwy towarzyszące zasiadaniu kapłana na miejscu przewodniczenia)
  - Prokimenon
  - Czytanie „Apostoła” (nowotestamentalnych Listów)
  - Alleluja
  - Czytanie Ewangelii
  - Homilia
- Ektenie śpiewane przez diakona
  - Ektenia usilnego błagania
  - Ektenia za zmarłych
  - Ektenia za katechumenów i rozesłanie ich

### Liturgia wiernych[6]
- Przygotowanie do anafory
  - Modlitwy wiernych (Cherubikon)
  - Wielkie wejście (z Darami, które będą konsekrowane)
  - Wielka ektenia błagalna
  - Pocałunek pokoju (obecnie praktykowany tylko przez duchowieństwo)
  - Wyznanie Wiary
- Anafora
  - Prefacja (dziękczynienie za: stworzenie)
  - Śpiew „Święty”
  - Dziękczynienie za odkupienie
  - Opowiadanie o ustanowieniu
  - Anamneza
  - Anafora w sensie właściwym
  - Epikleza
  - Modlitwy wstawiennicze za zmarłych
  - Hymn do Bogurodzicy
  - Modlitwy wstawiennicze za żywych
- Łamanie
  - Ojcze nasz
  - „Święte świętym”
  - Łamanie Chleba
- Komunia
  - „Z bojaźnią Bożą...”
  - Komunia
  - Przeniesienie Kielicha na proskomidion
  - Modlitwy dziękczynne
  - Błogosławieństwo i rozesłanie
  - Rozdawanie antydoru (chleba niekonsekrowanego) tym, którzy nie przystąpili do Komunii